# Spišská Belá
Spišská Belá (německy Zipser Bela, maďarsky Szepessbéla) je město na severním Slovensku, v Prešovském kraji. Město leží v severní části Popradské kotliny, na soutoku řeky Poprad a Belianského potoka, nedaleko Vysokých Tater, asi 25 kilometrů od Popradu a Staré Ľubovne.

## Historie
První písemná zmínka o Spišské Belé je z roku 1263 a nachází se v listině vydané králem Bélou IV. V  roce 1334 patřila, již jako město, do provincie 24 spišských měst.

## Pamětihodnosti
- římskokatolický kostel sv. Antonína opata, z roku 1260

- kaple Nejsvětějšího Spasitele, z roku 1720

- kaple sv. Kříže, z roku 1760

- v městské části Strážky se nachází renesanční zámeček (kaštel)

## Muzea
- Muzeum J. M. Petzvala
- Muzeum Dr. Michala Greisigera[5]
- Slovenská národní galerie, pobočka Kaštel ve Strážkach

## Osobnosti
- Josef Maximilián Petzval – matematik, fyzik a vynálezce
- Oto Petzval – matematik

## Doprava
Spišská Belá leží na železniční trati Poprad-Tatry – Studený Potok – Plaveč. Na území města jsou železniční zastávky: Spišská Belá zastávka a  Strážky zastávka.
Městem prochází slovenská silnice I/66, která vede z Kežmarku a která vede do Vysokých Tater a dále na hraniční přechod Tatranská Javorina a slovenská silnice I/77 do Staré Ľubovni a Svidníku.

## Fotogalerie

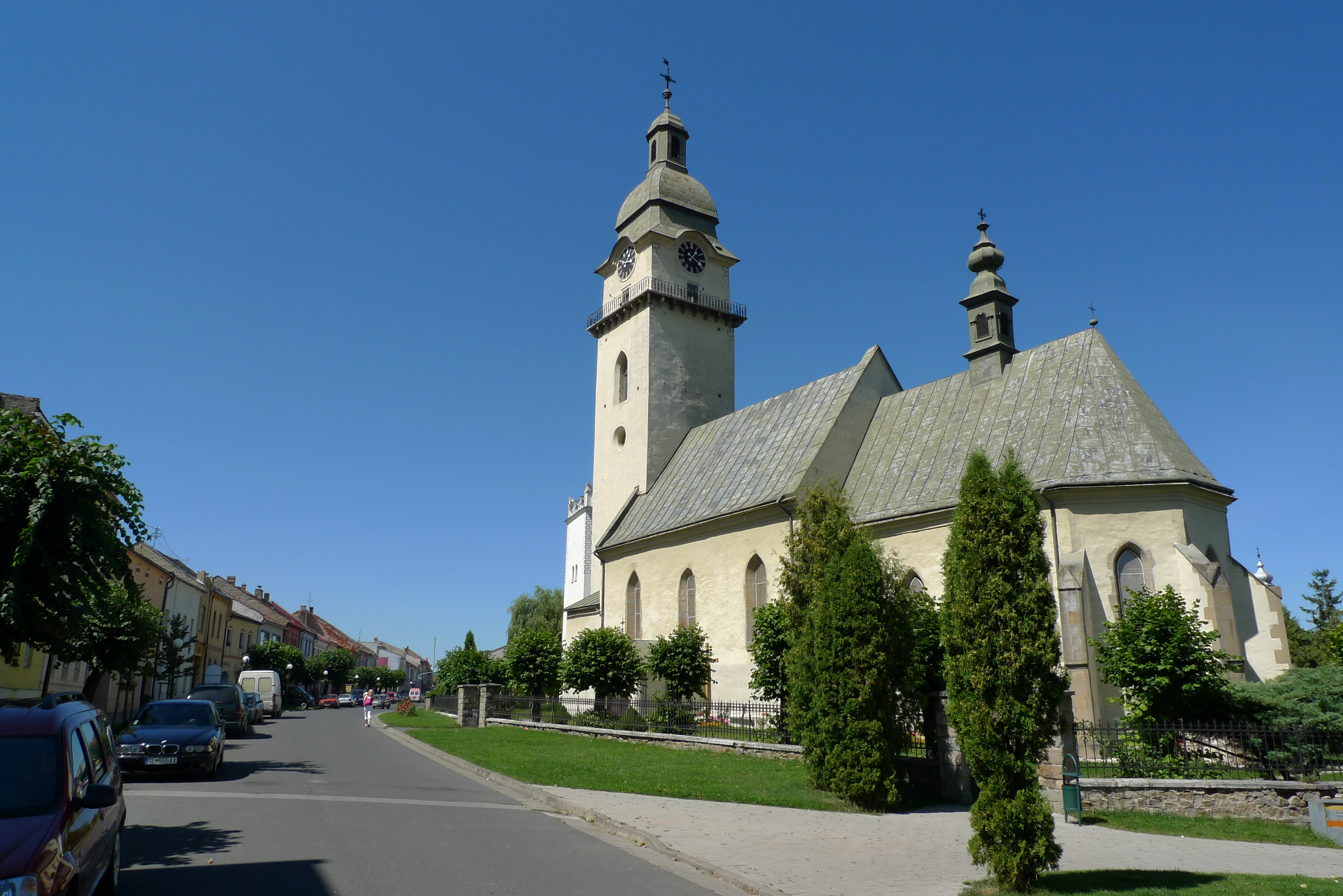
Kostel
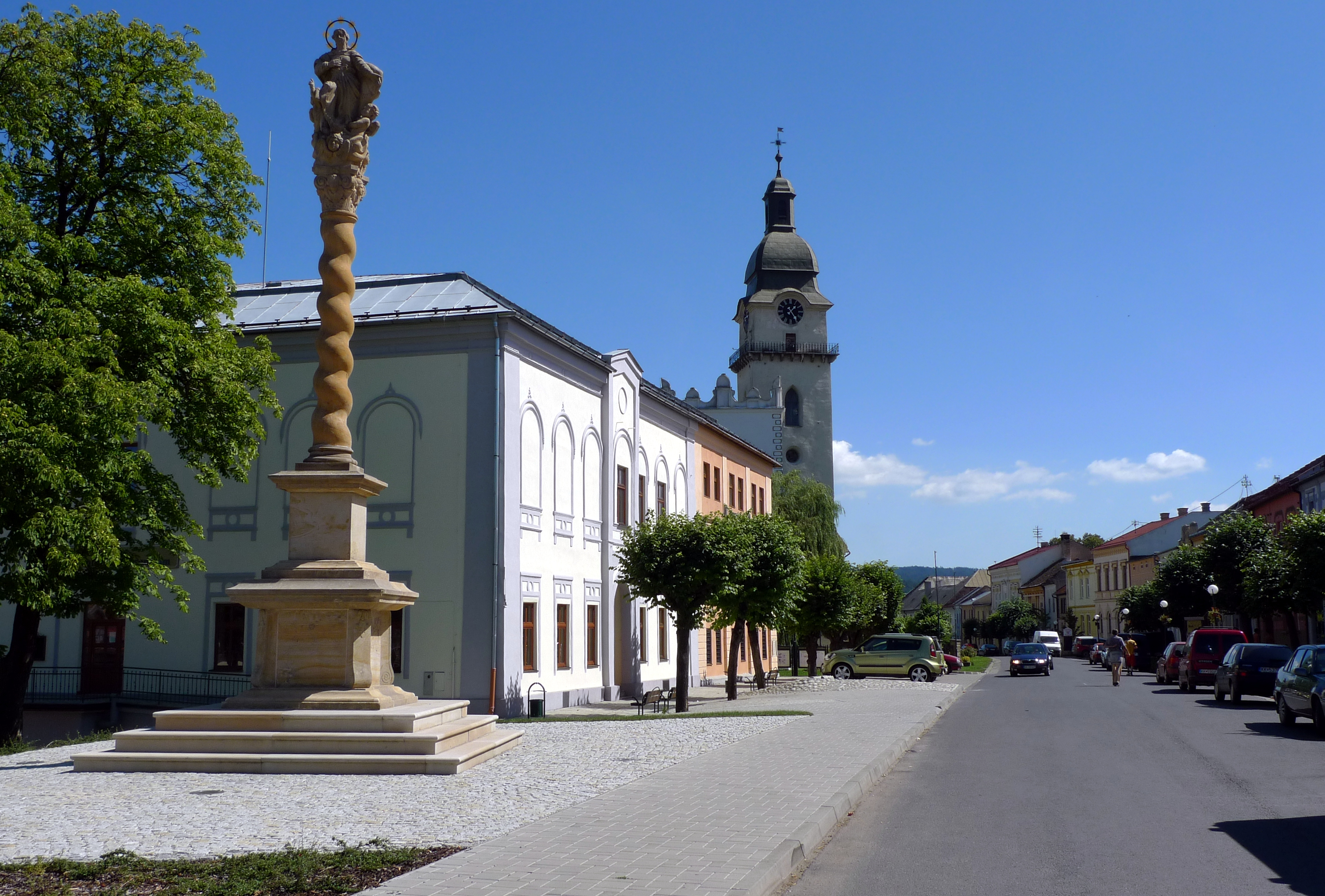
Centrum
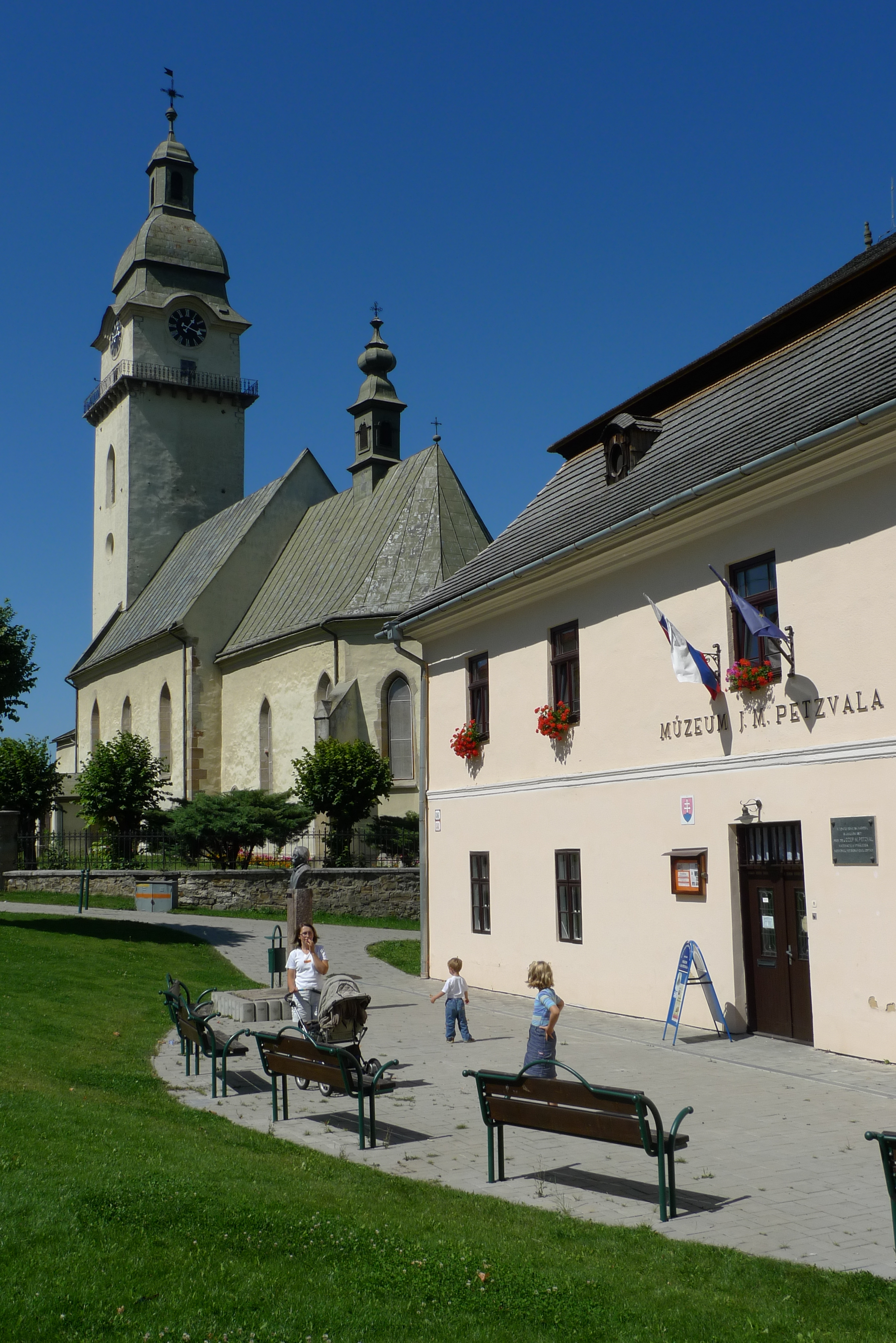
Muzeum Jozefa Maxmiliána Petzvala a kostel
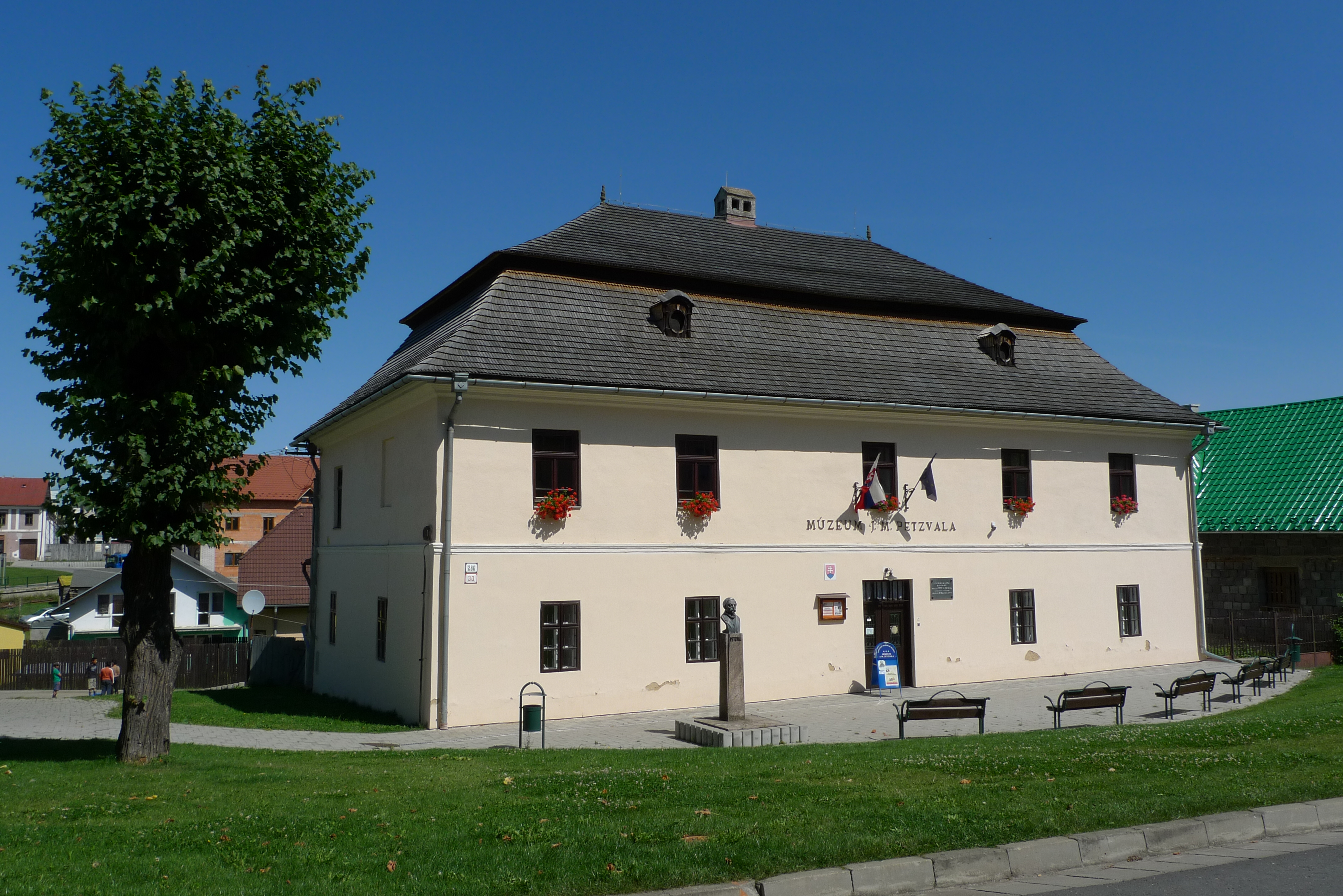
Muzeum Jozefa Maxmiliána Petzvala
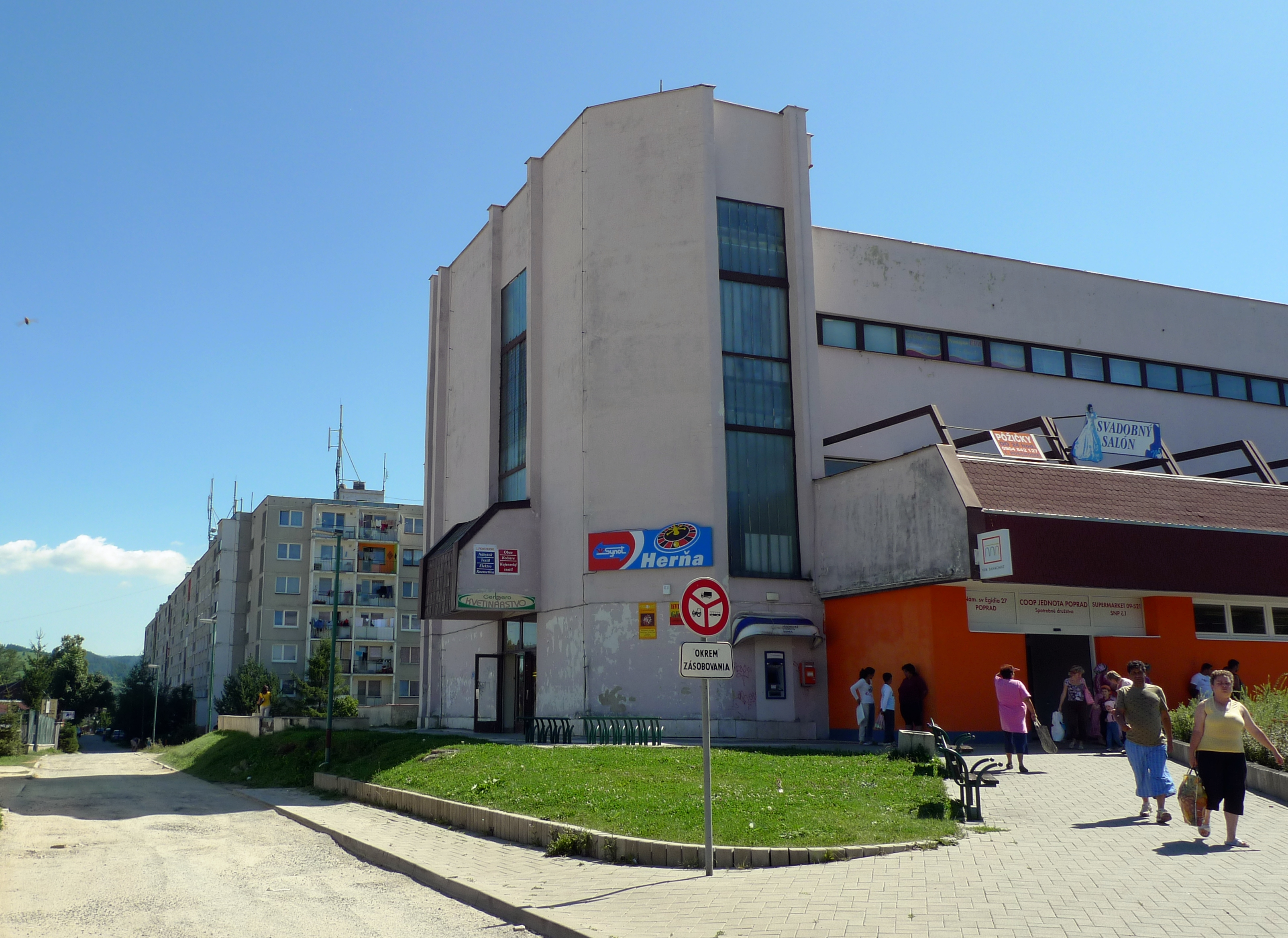
Nákupní středisko na sídlišti

## Partnerská města
- Szczawnica, Polsko, 1979
- Ożarów, Polsko, 2005
- Brück (Brandenburg), Německo, 2007
- Vysoké Mýto, Česko, 2017